# ناهوئل نول
ناهوئل نول (انگلیسی: Nahuel Noll؛ زادهٔ ۱۷ مارس ۲۰۰۳ در مونیخ) بازیکن فوتبال اهل آلمان است که در پُست دروازه‌بان برای گروتر فورث به‌صورت قرضی از هوفنهایم بازی می‌کند.
وی در ردهٔ جوانان عضو آتلتیک سانت خوست، اف‌تی مونیخ-گرن، مونیخ ۱۸۶۰ و هوفنهایم بوده‌است و در سطح بزرگسالان برای هوفنهایم ۲، هوفنهایم و گروتر فورث بازی کرده‌است.

## دوران ملی
او همچنین سابقهٔ بازی در تیم‌های ملی جوانان آلمان و زیر ۲۰ سال آلمان را در کارنامه دارد.

## دوران باشگاهی
نول در مونیخ زاده شد و در پنج‌سالگی به بارسلون در اسپانیا نقل مکان کرد، جایی که در تیم جوانان آتلتیک سانت خوست بازی کرد. او در ده‌سالگی به آلمان بازگشت و در آکادمی‌های جوانان اف‌تی مونیخ-گرن، مونیخ ۱۸۶۰ و هوفنهایم بازی کرد. در ۱۵ ژوئیهٔ ۲۰۲۱، او نخستین قرارداد حرفه‌ای خود را با هوفنهایم تا سال ۲۰۲۵ امضا کرد و به تیم دوم هوفنهایم در رگیونالیگا پیوست. او در تاریخ ۱۵ آوریل ۲۰۲۳، یک گل ۹۰ متری در پیروزی ۳–۰ رگیونالیگا مقابل باروک‌اشتات فولدا-لنرتس به ثمر رساند. در تاریخ ۲ فوریهٔ ۲۰۲۴، قرارداد خود را با هوفنهایم تا سال ۲۰۲۷ تمدید کرد. در ۲۴ آوریل ۲۰۲۴، به صورت قرضی برای فصل ۲۵–۲۰۲۴ به گروتر فورث پیوست. او در تاریخ ۴ اوت ۲۰۲۴، نخستین بازی حرفه‌ای خود را برای گروتر فورث در پیروزی ۳–۰ مقابل پروسیا مونستر در بوندس‌لیگا ۲ انجام داد.

## زندگی شخصی
نول در آلمان از پدری آلمانی و مادری اسپانیایی زاده شد. پدربزرگ پدری‌اش، هلموت نول، پاروزنی بود که در بازی‌های المپیک تابستانی ۱۹۵۲ در رشتهٔ روئینگ دونفره مدال نقره کسب کرد.